# Epilampra sodalis
Epilampra sodalis är en kackerlacksart som beskrevs av Walker, F. 1868. Epilampra sodalis ingår i släktet Epilampra och familjen jättekackerlackor. Inga underarter finns listade i Catalogue of Life.